# Shawn Williams
Shawn Williams (Damascus, 13 maggio 1991) è un giocatore di football americano statunitense che milita nel ruolo di safety nella National Football League (NFL). Fu scelto nel corso del terzo giro (84º assoluto) del Draft NFL 2013 dai Cincinnati Bengals. Al college ha giocato a football all’Università della Georgia.

## Carriera

### Cincinnati Bengals
Williams fu scelto nel corso del terzo giro del Draft 2013 dai Cincinnati Bengals. Debuttò come professionista nella settimana 1 contro i Chicago Bears. La sua stagione da rookie si concluse con 12 tackle disputando tutte le 16 partite, nessuna delle quali come titolare. Nella successiva continuò ad essere impiegato come riserva, mettendo a segno 10 tackle.